# Luzbelito
Luzbelito es el octavo álbum de estudio del grupo musical de Argentina Patricio Rey y sus Redonditos de Ricota, publicado en julio de 1996, y a su vez una de sus más polémicas obras. Es un disco conceptual que, a través de la idea de un ficticio hijo del demonio llamado Luzbelito, juega con las ambigüedades de las creencias y comportamientos humanos desde distintos puntos de vista. La edición argentina de la revista Rolling Stone ubicó al disco en el puesto 88 entre los 100 mejores discos del rock nacional. También, «Mariposa Pontiac - Rock del país» fue considerado por Rock.com.ar como la tercera canción más destacada del rock nacional.

## Historia
El álbum llevó más tiempo de producción que los anteriores, además de usar más estudios de grabación (se grabó en Be Bop, San Pablo, New River, Fort Lauderdale y El Pie, Buenos Aires).
Durante la gira de presentación del álbum el grupo fue víctima de un acto de censura al ser obligados a suspender el concierto programado en la ciudad de Olavarría en agosto de 1997, cuando el entonces intendente de la misma, Helios Eseverri, resolvió mediante un decreto impedir la presentación del grupo. La excusa oficial fue el temor a que se desataran hechos de violencia por parte de su audiencia, como era habitual. El recital fue finalmente realizado más tarde en la vecina localidad de Tandil el 4 de octubre de ese mismo año.
Musicalmente, el álbum cuenta con una atmósfera sombría y oscura, opresiva en ciertos pasajes, aunque con ciertas canciones festivas. Es también el primer álbum de Los Redondos en ser vendido sin la tradicional caja plástica de los CD de audio, usando en cambio un elaborado mini-libro con ilustraciones alegóricas creadas, como en todos los discos del grupo exceptuando En directo, por el artista Rocambole. Las canciones fueron especialmente compuestas para el disco con la excepción de dos: «Mariposa Pontiac - Rock del país» y «Blues de la libertad». Estas fueron compuestas incluso antes del lanzamiento del álbum Gulp, por lo que no comparten el estilo del resto del álbum. Inicialmente, esta álbum iba a estar compuesto por canciones inéditos del grupo, pero, como el Indio Solari, en sus tiempos libres, comenzó a escribir canciones que tacharon casi todas las canciones del proyecto, quedando así los dos únicos inéditos, «Mariposa Pontiac - Rock del país» y «Blues de la libertad». Cabe destacar que 25 años después de su publicación, en 2021, Indio Solari a través de su canal de YouTube publicó las dos canciones también hasta antes de la publicación de Luzbelito eran inéditas, que quedaron finalmente fuera del álbum aunque ya se encontraban grabadas y masterizadas, dichas canciones son «Rock de las abejas» y «Quema el celo», ambas canciones junto a «Blues de la libertad» y «Mariposa Pontiac - Rock del país», grabadas en Brasil junto a la orquesta brasilera Metaleira Mantequeira.

## Lista de canciones
Todas las canciones fueron compuestos por Skay Beilinson e Indio Solari.
1. «Luzbelito y las sirenas» (4:06)
2. «Cruz diablo!» (4:13)
3. «Ella baila con todos» (5:00)
4. «Fanfarria del cabrío»  (5:09)
5. «Nuotatori professionisti» (4:42)
6. «Blues de la libertad» (5:01)
7. «La dicha no es una cosa alegre» (5:38)
8. «Me matan, Limón!» (3:35)
9. «Rock yugular» (7:05)
10. «Mariposa Pontiac - Rock del país» (4:43)
11. «Juguetes perdidos» (7:10)

## Créditos
La orquesta:
- Indio Solari: voz
- Skay Beilinson: guitarra
- Semilla Bucciarelli: bajo
- Walter Sidotti: batería
- Sergio Dawi: saxo

Lucifuegos invitados:
- Metaleira Mantequeira: vientos en Blues de la Libertad y Mariposa Pontiac/Rock del País.
- Lito Vitale: piano en Mariposa Pontiac/Rock del País y Rock Yugular, órgano en Blues de la Libertad y Mariposa Pontiac/Rock del País
- Rodolfo Yoria: trompeta en Fanfarria del cabrío.

Luzbola técnica:
- Néstor Madrid en San Pablo.
- Mario "El magyar" Breuer en Fort Lauderdale y B.A.

Asistentes:
- - En Buenos Aires:
- Eduardo Herrera
- Hernán Aramberri
- Bruno Opitz
- Sebastián Ilman
- Pablo Mochovky
  - En San Pablo:
- Silvio Vianni
- Flavio R8
- Rogerio

Producido por:
- Patricio Rey

Luzmaginación:
- Rocambole

En todas partes:
- Poli

Cybergráficas:
- Silvio Reyes
- Juan Manuel Moreno
- Mariano Giménez

## Presentación del álbum
El 8 de junio de 1996, la banda se presentó en el "Go! Disco" de Mar del Plata y tocaran varias canciones del disco que terminaría de grabarse al poco tiempo. Esos temas fueron:
- ¡Cruz diablo!
- Luzbelito y las sirenas
- Fanfarria del cabrío
- La dicha no es una cosa alegre
- Juguetes perdidos

La presentación post lanzamiento se dio el 17 de agosto de ese año en el L'etoile Disco de la localidad de San Carlos Centro, provincia de Santa Fe.
| Lugar                    | Ciudad            | Fecha                    |
| ------------------------ | ----------------- | ------------------------ |
| L'etoile Disco           | San Carlos Centro | 17 de agosto del 1996    |
| Polideportivo            | Mar del Plata     | 26 de octubre del 1996   |
| Estadio de Unión         | Santa Fe          | 28 de diciembre del 1996 |
| Anfiteatro municipal     | Villa María       | 14 de junio del 1997     |
| Estadio Gral. San Martín | Tandil            | 4 de octubre del 1997    |
| Estadio de Colón         | Santa Fe          | 13 de diciembre del 1997 |